# Delphinium pyramidale
Delphinium pyramidale là một loài thực vật có hoa trong họ Mao lương. Loài này được Royle mô tả khoa học đầu tiên năm 1834.